# Jaume Claret Miranda
Jaume Claret Miranda (1973) es un historiador español, investigador de la Universidad Pompeu Fabra. Es autor de obras como La repressió franquista a la universitat catalana: la Universitat de Barcelona autònoma, de la Segona República al primer franquisme (Eume, 2003), El atroz desmoche. La destrucción de la universidad española por el franquismo (Crítica, 2006) —sobre la depuración del magisterio español tras el fin de la guerra civil y la instauración de la dictadura de Francisco Franco, el título hace referencia a una frase de Pedro Laín Entralgo— o La construcción del catalanismo. Historia de un afán político (Catarata, 2014), junto a Manuel Santirso, entre otras.

## Biografía
Su investigación se ha centrado en el mundo intelectual y político catalán y español desde la Segunda República, destacando el conjunto de trabajos relacionados con la represión y la depuración del profesorado universitario español a la finalización de la Guerra Civil y la instauración de la dictadura franquista.
Estudió Ciencias de la Comunicación en la Universidad de Barcelona, donde se licenció en 1997, y Humanidades en la Universidad Pompeu Fabra,  , donde se licencia en 1999. Posteriormente, centra su actividad en la investigación en historia contemporánea española, como discípulo de Josep Fontana, quién fue el director de su tesis doctoral en Historia por la Universidad Pompeu Fabra, titulada La repressió franquista a la Universitat espanyola (2004). Su trabajo, que el 2006 fue publicado con el nombre El atroz desmoche, aporta numerosas referencias documentales y bibliográficas así como la lista de docentes universitarios asesinados o exiliados por la represión. El título hace referencia a una frase de Pedro Laín Entralgo.  Claret hace balance del desastre y de la pérdida que supuso la represión franquista para la universidad, para la investigación científica y, en definitiva, para la cultura española. Después de su doctorado, fue profesor asociado del Departamento de Humanidades de la Universitat Pompeu Fabra del año 2006 al 2011.
Posteriormente centra su investigación en el catalanismo político, el regionalismo franquista y la Transición. Pasa a formar parte como investigador principal del proyecto de investigación RegioCat, Regionalisme a Catalunya sota el règim franquista: discursos i pràctiques,  integrado en el grupo de investigación IdentiCat: Llengua, Cultura i Identitat en l'era global.
Es autor de varios libros fruto de su investigación, además de participar en los consejos editoriales de las revistas académicas Rubrica Contemporanea i Dictatorships and Democracies, así como a las iniciativas en línea Represura y Conversación sobre la historia. Es director de la colección de historia Referències de la Editorial Eumo y asesora a la Editorial Crítica. Colabora regularmente con diferentes medios de comunicación (Núvol, el suplemento ARALlegim de crítica, El País, Política&Prosa, entre otros).